# Barbara Frittoli
Barbara Frittoli (née le 19 avril 1967) est une soprano italienne qui a interprété les rôles principaux sur la scène de nombreux opéras à travers l'Europe et les États-Unis.

## Biographie
Née à Milan, elle a commencé à étudier le piano-forte à l'âge de neuf ans au conservatoire de Milan, car elle rêvait alors de devenir pianiste. Puis, sur les conseils des maîtres Casoni et Bertola, elle est passée au chant, tout d'abord comme contralto, puis comme soprano, sous la direction de Giovanna Canetti. Elle a fait ses débuts en tant que soprano en 1989 au Teatro Comunale de Florence dans le rôle d'Inez, dans une production du Trouvère dirigée par Zubin Mehta, avec Luciano Pavarotti dans le rôle-titre.
Formée au Conservatoire de Milan,, elle a fait ses débuts au Metropolitan Opera en 1995 dans le rôle de Micaela, dans Carmen, pour continuer ensuite sa carrière dans cet opéra avec plus de 60 représentations, interprétant les rôles de Donna Elvire dans Don Giovanni, Fiordiligi dans Cosi Fan Tutte, Angelica dans Suor Angelica, Desdémone dans Otello, le rôle-titre de Luisa Miller, ainsi qu'Alice Ford dans Falstaff au Royal Opera House de Londres (1999, enregistrement - Opus Arte).
Elle est mariée au baryton-basse Natale de Carolis.

## Sources
- Peters, Brooks, Miss Italy: is Barbara Fritolli the Italian soprano audiences have been waiting for?, Opera News, May 2002.
- Cummings, David (ed.),  "Frittoli, Barbara", International Who's Who in Classical Music, Routledge, 2003, p. 258.  (ISBN 1-85743-174-X)
- McHugh, Dominic, Interview: Barbara Frittoli on singing the Countess in Le nozze di Figaro at the ROH, Musical Criticism, 22 juin 2008
- Metropolitan Opera, Performance Record: Frittoli, Barbara (Soprano), MetOpera Database
- Paolucci, Bridget, , A chat with Barbara Frittoli: her Desdemona can break a heart, American Record Guide, mars 2005

- (en) Cet article est partiellement ou en totalité issu de l’article de Wikipédia en anglais intitulé « Barbara Frittoli » (voir la liste des auteurs).